# Biserica Sfântul Ștefan „Cuibul cu Barză” din București

Biserica „Cuibul cu Barză”

Pisania

Biserica Sfântul Ștefan „Cuibul cu Barză” din București este o biserică ortodoxă, aflată pe str. Știrbei Vodă nr. 97, sector 1, declarată monument istoric cu cod LMI B-II-m-B-19764.
Din documente rezultă că a fost construită în jurul anului 1760 de clucerul Dona și soția sa Zamfira, cu hramul Sfântul Mucenic și Arhidiacon Ștefan.
După reparațiile din anii 1853 și 1877, când s-a construit din nou turla cea mare, a urmat o amplă renovare în 1898, condusă de arhitectul T. Dobrescu, care a desființat stâlpii care despărțeau naosul de pronaos, a închis pridvorul existent și a adăugat un alt pridvor cu trei arcade acoladă. Cu această ocazie, biserica a fost pictată în stil neobizantin de către preotul-zugrav Vasile Damian.
După stricăciunile produse de cutremurul din anul 1977 lăcașul bisericii a fost consolidat începând din anul 1984, făcându-se trei centuri de beton armat legate între ele cu stâlpișori, consolidându-se și turla de pe pronaos. Pictura a fost curățată și împrospătată.
Curând după terminarea lucrărilor de restaurare, în cadrul planului de sistematizare a centrului Bucureștiului, biserica a fost propusă spre demolare, pentru a face loc construcției unui bloc de locuințe. În final, s-a decis translatarea bisericii de către echipa de specialiști condusă de inginerul Eugen Iordăchescu. La 22 februarie 1987, biserica, în greutate de 1.650 tone, a fost deplasată spre sud la o distanță de 16 metri, fiind translatată sub un unghi de 40°.  
În prezent, biserica se află în curtea interioară a unui bloc cu 10 etaje, neputând fi văzută nici de pe str. Știrbei Vodă, nici de pe strada Berzei. În noua sa locație, Biserica a fost resfințită la data de 21 noiembrie 1990 și redată cultului.